# Línea Principal de Resistencia

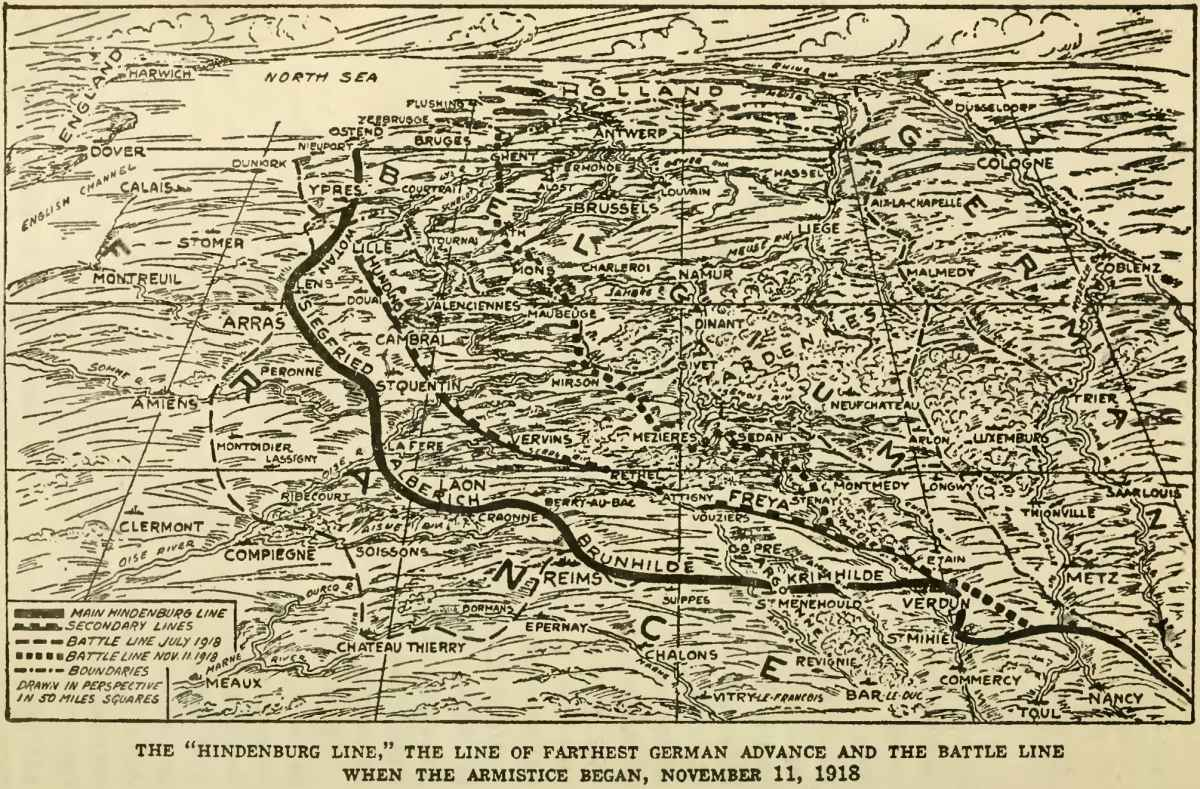
Mapa de la línea Hindenburg, en noviembre de 1918.

La Línea Principal de Resistencia (LPR o MLR por sus siglas en inglés), en historia militar reciente, es la posición defensiva más importante de un ejército que enfrenta una fuerza opuesta sobre un frente extendido. No consiste en una trinchera o línea de fortines, sino más bien en un sistema, de diversos grados de complejidad, de posiciones de lucha encarnizada y de obstáculos para el avance del enemigo.

## Historia del concepto

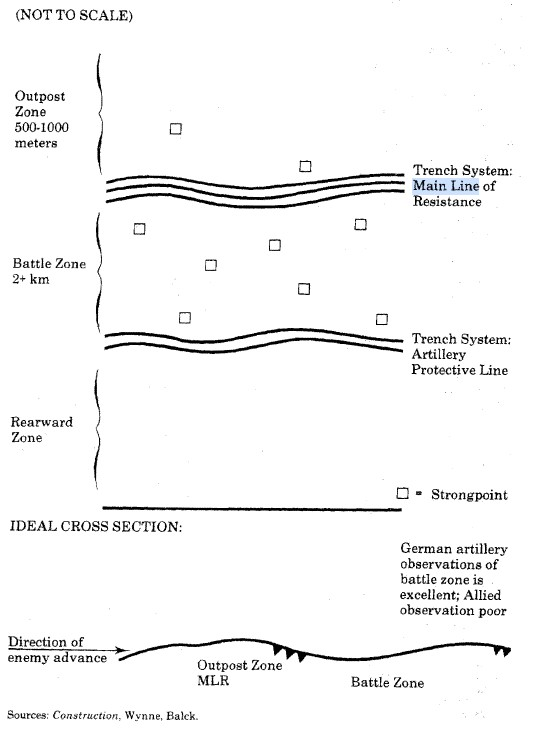
defensa en profundidad

El término LPR entró en uso por primera vez durante la Primera Guerra Mundial, después de que la lucha se estancara a lo largo de todo el norte de Francia. Los franceses y británicos por un lado, y los alemanes por el otro, construyeron elaboradas posiciones defensivas fortificadas. Estas se caracterizaron por el uso extensivo de alambre de púas, atrincheramientos y búnkeres subterráneos para proteger a sus tropas del fuego enemigo y derrotar los ataques enemigos.
La profundidad de tales posiciones podría oscilar entre varios cientos y varios miles de metros, y en algunos casos mucho más lejos. Si la posición se mantenía en gran profundidad, se podría construir una línea de fortalezas y puestos avanzados fortificados -diseñados para retrasar y desorganizar un ataque enemigo- hacia adelante de la LPR, y una línea de reserva construida detrás de ella.
La LPR más famosa y elaborada de la Primera Guerra Mundial fue la línea Siegfried (parte de la línea Hindenburg, aún más larga), a través de partes del norte de Francia.
Durante la Segunda Guerra Mundial, en la que el combate era relativamente fluido, el término Línea Principal de Resistencia se usaba con menos frecuencia y las posiciones que el término descrito eran usualmente menos profundas y complejas que en la Primera Guerra Mundial. Sin embargo, hubo excepciones, la línea Maginot, el Muro Atlántico alemán y la Westwall (la línea Siegfried para los Aliados), así como las defensas soviéticas en la Batalla de Kursk.
Después de que la guerra de Corea se volviera estática en 1951, la LPR fue normalmente utilizada como método de contención por las posiciones defensivas del Octavo Ejército de los Estados Unidos, una serie de trincheras y búnkeres que se extendían de este a oeste a través de la península coreana.